# Boone Carlyle
Boone Carlyle je fiktivní postava v seriálu Ztraceni, kterou hraje herec Ian Somerhalder. Boone byl divákům představen hned v pilotní epizodě, jako nevlastní bratr Shannon Rutherford, další z přeživších letu 815. Během pobytu na ostrově se Boone stal chráněncem Johna Locka. Postava Boona byla v americkém deníku Today popsána jako „nezralý, mladý muž, snažící se o maturitu“.

## Před havárií
Boone byl narozen v říjnu roku 1982, jako syn bohaté Sabriny Carlyle, ředitelkou svatební organizace. Když bylo Boonovi 10 let, provdala se za Adama Rutherforda, který měl osmiletou dcerku Shannon. Když bylo Boonovi 20 let začal pracovat v matčině firmě, v New Yorku. A také se zamiloval do své nevlastní sestry Shannon. Když jí zemřel otec, snažil se jí Boone pomoci finančně, ona ale odmítla. Boone Shannon několikrát „zachránil“ od jejích nápadníků, kterým prostě dal peníze, aby ji nechali.
A právě jeden takový úkol čekal Boona v Sydney, v Austrálii, v září roku 2004. Tam odhalil, že Shannon chodila s oním mužem jen proto, aby tak od Boona získala peníze. Boona to dost zasáhlo, částečné uspokojení ale dosáhli v posteli, když onen Australan uprchl i s penězi. Další den oba nasedli na linku Oceanic Airlines, do letu 815, aby se vrátili do USA.

## Po havárii
Po havárii se Boone pokoušel zachraňovat některé z přeživších a snažil se více se sblížit s Shannon. Postupem času ale začal žárlit na Sayida Jarraha, který se velice líbil právě Shannon.
Boone také začal chodit na lov a naučil se také jak přežít v divočině, to vše ho naučil John Locke. Dost se s ním sblížil, naopak se distancoval od ostatních přeživších. A právě Boone s Lockem našli záhadný kovový poklop, když sledovali stopy unesené Claire Littleton a Charlieho Pace. O svém nálezu se ale nikomu z ostatních nezmínili.
V 24. den na ostrově měl Boone halucinaci, ve které byla Shannon zabita Monstrem. 41. den od nehody objevili Locke s Boonem ztroskotané pašerácké letadlo Beechcraft. Boone vylezl do kokpitu letadla a objevil tam fungující radio, které použil k přivolání pomoci. Na druhém konci se mu ale ozval další trosečník, Bernard Nadler, ze zadní části letadla. Pašerácké letadlo ale mezitím neudrželo stabilitu a zřítilo se z útesu dolů. Boone utrpěl četná zranění, a i přes Jackovu vydatnou snahu 2. listopadu 2004 zemřel. Když umíral, chtěl, aby bylo jeho sestře Shannon něco vyřízeno. "Vyřiď Shannon... vyřiď jí..." větu však nedopověděl. Téměř jisté je, že chtěl, aby věděla, že ji miluje.
Přesto o 4 týdny později měl Locke halucinaci, ve které spatřil dlouhovlasého Boona, který postrkuje Locka na invalidním vozíku na letišti v Sydney. Na letišti se mu zjevili i jiní lidé z ostrova. Boone Lockovi sdělil, že jeden z nich je ve velikém nebezpečí. Ke konci halucinace Locke našel Ekovu hůl, celou od krve. Náhle se objeví Boone, zraněný a také celý od krve. Boone říká: „Mají ho. Nemáš moc času.“

## Nezodpovězené otázky
- Kdo byl Boonův otec?